# Sultanat de Jambi
El sultanat de Jambi (o Djambi) fou un estat de Sumatra situat a la costa oriental, cap al sud, ocupant la moderna província de Jambi. La capital fou Jambi (ciutat), també anomenada com Telanajpura.

## Història
Segons la tradició el territori va estar molt de temps sense sobirà fins que els habitants van elevar al tron a una dona de nom Putri Pinang Masak, que es va casar amb un príncep estranger anomenat Paduka Berhala. Aquestos suposasts esdeveniments no s'han pogut datar amb certesa però es considera tradicionalment el 1460 com a data de fundació de l'estat. El novè successor de Putri Pinang va agafar el títol de sultà.
Seguint els passos de Sri Vijaya, el regne es va reforçar i estava plenament consolidat a l'arribada dels holandesos, quan dominava una part del comerç a l'estret de Malaca i més enllà. Va substituir en l'hegemonia al seu veí, el regne de Palembang situat al sud, que fou pel seu tradicional enemic econòmic i militar. Els holandesos van arribar al segle xvii inicialment com a simples comerciants que rivalitzaven amb anglesos, xinesos, àrabs i malais; el sultà de Jambi va aprofitar aquestes rivalitats en benefici propi. Holanda comerciava sobretot amb el pebre i la situació es va mantenir fins vers el 1770; després els contactes amb els europeus foren minsos, en part degut a la situació revolucionaria i de guerra que va viure Europa des de 1789 a 1815. L'aïllament va durar fins vers el 1830. El 1833 van esclatar conflictes amb els holandeses que dominaven Palembang; el sultà va haver de consentir una major influència holandesa i un control comercial però va restar independent. El 1858 els holandesos van establir el protectorat, deposant al sultà Taha i col·locant a un sobirà de la seva confiança de nom Nazaruddin, amb seu a la ciutat de Jambi, que va dominar tota la part sud de l'estat, però Taha va conservar el poder a la resta del país i progressivament va augmentar la seva influència al sud per acords polítics i matrimonials. El 1899 els holandesos van annexionar el sultanat però Taha dominava la major part. El 1904 els holandesos van iniciar una forta campanya militar en que Taha fou capturat i mort. El seu successor va resistir fins al 1906 quan tot el territori va quedar sota administració holandesa directe.

## Banderes

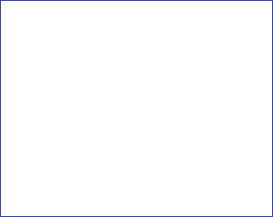
Bandera del sultà i pavelló de guerra (blanca llisa)

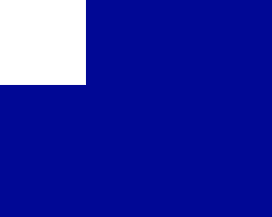
Pavelló mercant

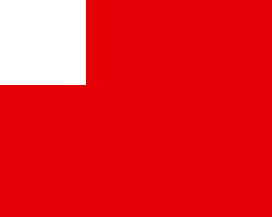
Bandera de la noblesa

El segell del sultà era del model tradicional com una flor de lotus amb abundant decoració i al cercle central inscripcions aràbigues.
La bandera del sultà era blanca llisa simbolitzant el poder polític i religiós del sultà. També es feia servir com a pavelló de guerra. El pavelló civil (mercant) era blau amb un quadre blanc al cantó. La bandera de la noblesa era vermella amb el mateix quadre blanc al cantó.

## Llista de sultans
- Ahmad Sultan Ratu Seri Ingalaga 1776-1790
- Masud Badruddin bin Ahmad Sultan Ratu Seri Ingalaga 1790 - 1812
- Mahmud Muhieddin bin Ahmad Sultan Agung Seri Ingalaga 1812 - 1833
- Muhammad Fakhruddin bin Mahmud Sultan Keramat 1833 - 1841
- Abdul Rahman Nazaruddin bin Mahmud 1841 - 1855
- Taha Safiuddin bin Muhammad 1855 - 1858 (al nord i oest 1858-1904)
- Ahmad Nazaruddin bin Mahmud 1858 - 1881
- Muhammad Muhieddin bin Abdul Rahman 1881 - 1885
- Ahmad Zainul Abidin bin Muhammad 1885 - 1899
- Annexió holandesa
- Taha Safiuddin bin Muhammad, resistència al nord i oest fins al 1904
- Winto 1904 - 1906

## Nota
1. ↑  probablement per error Flicher l'assenyala com a groga llisa